# San Pedro Casa Hogar
San Pedro Casa Hogar är en ort i Mexiko.   Den ligger i kommunen Altamira och delstaten Tamaulipas, i den östra delen av landet, 400 km norr om huvudstaden Mexico City. San Pedro Casa Hogar ligger 21 meter över havet och antalet invånare är 106.
Terrängen runt San Pedro Casa Hogar är platt. Runt San Pedro Casa Hogar är det ganska tätbefolkat, med 104 invånare per kvadratkilometer. Närmaste större samhälle är Altamira, 14,8 km söder om San Pedro Casa Hogar. Trakten runt San Pedro Casa Hogar består till största delen av jordbruksmark.